# Ray Reboul
Ray Reboul, né le 9 mars 1978 à Abidjan, en Côte d'Ivoire, est un acteur et réalisateur franco-ivoirien.

## Biographie
Né en Côte d'Ivoire, Ray Reboul enfant est envoyé par ses parents chez sa grand-mère paternelle, en France, pour faire sa scolarité et ses études. Parallèlement, il suit des cours de claquettes Américaine, une discipline qu’il pratique pendant 25 ans et qui lui rapporte de nombreuses récompenses.
À vingt-et-un an, après une licence d'économie et de gestion, il abandonne l’idée de travailler avec son père, dirigeant de plusieurs sociétés d’import-export en Afrique. Attiré par le milieu de la mode depuis son jeune âge et défilant pour promouvoir des vêtements pour enfants, il devient mannequin international, posant et défilant pour des grandes marques. En 2006, il est aussi l’un des tentateurs de L'Île de la tentation, émission de télévision française de téléréalité diffusée sur TF1 .
En 2008, il rencontre Christian Lara qui lui offre son premier rôle à l’écran, auprès de Brigitte Fossey et Xavier Letourneur, dans le téléfilm Le Mystère Joséphine. Le cinéaste guadeloupéen lui confie ensuite quatre rôles majeurs au cinéma, dans Tout est encore possible (rôle qui lui vaut le prix d’interprétation masculine au festival du cinéma, de la télévision et des TIC d'Abidjan), The Legend, Intimités et Esclave et Courtisane.
Dans les pays d’Afrique noire francophone, il devient populaire grâce aux séries télévisées Aimé malgré lui de Didier Ndenga, Rêve sans faim d'Erico Séry et Yurandy Sodre, Breach de Christine Rugurika et Sœurs ennemies.

## Filmographie

### Cinéma
- 2011 : Tout est encore possible de Christian Lara : le Sénateur Constant
- 2012 : The Legend de Christian Lara : Steve
- 2012 : Intimités (Summer in Provence) de Christian Lara : John Printiss
- 2013 : Esclave et Courtisane de Christian Lara : François Leridon
- 2015 : Vols interdits (vuelos prohibidos) de Rigoberto López : Alex
- 2019 : Résolution de Marcel Sagne et Boris Oué : François Duval
- 2019 : Le Gendarme de Abobo de Anton Vassil : Lieutenant Leblanc
- 2020 : La Convocation (Citation) de Kunle Afolayan : Vincente Kadoza
- 2022 : Perfidie, Part 1 de Roland Gogo : Le connaisseur

### Courts métrages
- 2008 : Cas de conscience
- 2009 : Mujjahir de Prashant Chadah
- 2011 : Fabulous New Orleans de Marlène Chavant et Stéphane Garnier : le frère
- 2014 : Tout va bien de Laurent Scheid : un geôlier
- 2015 : Régression de Damien de Bourguignon : la bête

### Directeur de production
- 2015 : Vols interdits (vuelos prohibidos) de Rigoberto López
- 2018 : Nangama de Arantess de Bonalii

### Télévision

#### Téléfilm
- 2009 : Le Mystère Joséphine de Christian Lara : Kevin Roche

#### Séries télévisées
- 2012 : Au nom de la vérité, épisode "Un gendre troublant" de Julien Israël : Marc
- 2013 : Aimé malgré lui, (48 épisodes) de Didier Ndenga : Jack Lenoir
- 2014 : Rêve sans faim, (6 épisodes) d'Erico Séry et Yurandy Sodre : Carlos Touré
- 2014 : Breach, (12 épisodes) de Christine Rugurika : Lorenzo de Souza
- 2016 : Sœurs ennemies, saison 1, (12 épisodes) d'Erico Séry : Olivier Kalou
- 2016 : Fournaise, pilote , de Guy Foumane : L'adjoint au maire
- 2017 : 20, 30 , 40, saison 1, (12 épisodes) de Marie Amon : Ray
- 2018 : Sœurs ennemies, saison 2, (15 épisodes) d'Erico Séry : Olivier Kalou
- 2018 : MTV shuga Babi, saison 1, (8 épisodes)  de Will Niava et Siam Marley : Marvin
- 2019 : Oasis, Saison 1, (15 épisodes) d'Angela Aquereburu et Jean-Luc Rabatel : Brice Kitegi
- 2020 : Les Coups de la vie "Au nom de ma famille", saison 1 (5 épisodes) d'Alain Guikou : Dr Alex Key
- 2020 : Les Coups de la vie "Je ne suis pas ma mère , saison 1 (5 épisodes) de Franck Vlehi : Franck
- 2021 : Les Coups de la vie "Crush", saison 2 (5 épisodes) d'Estelle Kone : Armand
- 2021 : Les Coups de la vie "Rétribution", saison 2 (5 épisodes) de Franck Vlehi : Armand
- 2021 : Un homme à marier "Le playboy", saison 1 (1 épisode) de Jean-Jules Porquet : Boris
- 2022 : Cash Cache, Saison 1 (12 épisodes) d'Anthony Koreki : Sergent Philippe Lam
- 2023: Oasis, Saison 2 et 3, (40 épisodes) d'Angela Aquereburu et Jean-Luc Rabatel : Brice Kitegi
- 2023 : L'Affaire Bomblin, Saison 1 (8 épisodes) de Hyacinthe Hounsou : Syndicat du crime
- 2023 :  Les Coups de la vie "L'histoire d'Ama", saison 3 (5 épisodes) de Andy Melo : Assande Farides

### Directeur de production
- 2016 : Soeurs ennemies, saison 1, (12 épisodes) d'Erico Séry
- 2019 : Soeurs ennemies, saison 2, (15 épisodes) d'Erico Séry
- 2022 : Cash Cache, Saison 1 (12 épisodes) d'Anthony Koreki

### Réalisation
- 2018 : C'est quoi ça ?, comédie, saison 1, (60 épisodes)
- 2019 : Série "21", dramatique, saison 1 , (15 épisodes)
- 2019 : Soeurs ennemies, dramatique, action, saison 2, (15 épisodes)
- 2025 : Nina Torres, thriller ( film )

### Scénario
- 2017 : Sœurs ennemies, saison 1, d'Erico Séry

### Clips
- 2009 : Ya ka danser de Jessy K, réalisé par Chris Kay
- 2011 : Nouvelle ère de Passi et Jacky Brown, réalisé par Chris Kay
- 2013 : Love Zone de Mr Vegas et Dj Greg, réalisé par Jistaf
- 2014 : Ecoute un peu les gens d'Africa tempo, featuring Shirley Souagnon & Sly2Sly, réalisé par Chris Kay

## Distinctions
- Festival du cinéma, de la télévision et des TIC d'Abidjan 2013 : Prix d’interprétation masculine au , pour Tout est encore possible